# كونزية صخرية
كونزية صخرية (الاسم العلمي:Kunzea rupestris) هي نوع من النباتات تتبع جنس الكونزية من فصيلة الآسية.